# LPL mùa giải 2023
LPL mùa giải 2023 là mùa giải thứ 11 của League of Legends Pro League (LPL), giải đấu thể thao điện tử chuyên nghiệp của Hàn Quốc dành cho bộ môn Liên Minh Huyền Thoại. Mùa giải được chia làm 2 giai đoạn: Mùa Xuân và Mùa Hè. Giải Mùa Xuân sẽ bắt đầu vào ngày 14 tháng 1 và kết thúc với trận chung kết tổng vào ngày 15 tháng 4 năm 2023. Giải Mùa Hè bắt đầu vào ngày 29 tháng 5 và kết thúc với trận chung kết tổng vào ngày 5 tháng 8 năm 2023.
Đội quán quân giải Mùa Xuân, JD Gaming, và á quân, Bilibili Gaming, đủ điều kiện tham dự Mid-Season Invitational 2023. JD Gaming cũng đã vô địch giải Mùa Hè, trực tiếp giúp họ đủ điều kiện tham dự Chung kết thế giới 2023. Bilibili Gaming đủ điều kiện tham dự Chung kết thế giới 2023 thông qua điểm tích lũy, trong khi cả LNG Esports và Weibo Gaming cũng đủ điều kiện tham dự Chung kết thế giới 2023 thông qua vòng loại khu vực.

## Giải Mùa Xuân
Vòng bảng giải Mùa Xuân sẽ diễn ra từ ngày 14 tháng 1 đến ngày 25 tháng 3 năm 2023. 17 đội sẽ chơi tổng cộng 136 trận và tất cả các trận đấu Vòng bảng sẽ được thi đấu theo thể thức Bo3. Mười đội dẫn đầu Vòng bảng sẽ tiến vào Vòng loại trực tiếp. Hai đội đứng đầu vòng loại trực tiếp Giải Mùa Xuân đủ điều kiện tham dự Mid-Season Invitational 2023.

### Vòng bảng
| VT | Đội                 | ST | T  | B  | PCT | Giành quyền tham dự         |
| -- | ------------------- | -- | -- | -- | --- | --------------------------- |
| 1  | JD Gaming           | 16 | 13 | 3  |     | Lọt vào Bán kết nhánh thắng |
| 2  | EDward Gaming       | 16 | 13 | 3  |     | Lọt vào Bán kết nhánh thắng |
| 3  | LNG Esports         | 16 | 13 | 3  |     | Lọt vào Vòng 3              |
| 4  | Weibo Gaming        | 16 | 11 | 5  |     | Lọt vào Vòng 3              |
| 5  | Bilibili Gaming     | 16 | 10 | 6  |     | Lọt vào Vòng 2              |
| 6  | Oh My God           | 16 | 10 | 6  |     | Lọt vào Vòng 2              |
| 7  | Top Esports         | 16 | 9  | 7  |     | Lọt vào Vòng 1              |
| 8  | ThunderTalk Gaming  | 16 | 9  | 7  |     | Lọt vào Vòng 1              |
| 9  | Royal Never Give Up | 16 | 8  | 8  |     | Lọt vào Vòng 1              |
| 10 | Team WE             | 16 | 8  | 8  |     | Lọt vào Vòng 1              |
| 11 | Invictus Gaming     | 16 | 7  | 9  |     |                             |
| 12 | Rare Atom           | 16 | 5  | 11 |     |                             |
| 13 | Ninjas in Pyjamas   | 16 | 5  | 11 |     |                             |
| 14 | LGD Gaming          | 16 | 5  | 11 |     |                             |
| 15 | FunPlus Phoenix     | 16 | 4  | 12 |     |                             |
| 16 | Anyone's Legend     | 16 | 3  | 13 |     |                             |
| 17 | Ultra Prime Esports | 16 | 3  | 13 |     |                             |

### Vòng loại trực tiếp
|  |        |                     |        |  |  |        |                     |                 |              |   |           |                 |                 |                 |           |                     |                     |                     |                    |                    |                       |                       |                       |                      |                      |                      |                |                |
|  | Vòng 1 | Vòng 1              | Vòng 1 |  |  | Vòng 2 | Vòng 2              | Vòng 2          |              |   | Vòng 3    | Vòng 3          | Vòng 3          |                 |           | Bán kết nhánh thắng | Bán kết nhánh thắng | Bán kết nhánh thắng |                    |                    | Chung kết nhánh thắng | Chung kết nhánh thắng | Chung kết nhánh thắng |                      |                      | Chung kết tổng       | Chung kết tổng | Chung kết tổng |
|  | Vòng 1 | Vòng 1              | Vòng 1 |  |  | Vòng 2 | Vòng 2              | Vòng 2          |              |   | Vòng 3    | Vòng 3          | Vòng 3          |                 |           | Bán kết nhánh thắng | Bán kết nhánh thắng | Bán kết nhánh thắng |                    |                    | Chung kết nhánh thắng | Chung kết nhánh thắng | Chung kết nhánh thắng |                      |                      | Chung kết tổng       | Chung kết tổng | Chung kết tổng |
|  |        |                     |        |  |  |        |                     |                 |              |   |           |                 |                 |                 |           |                     |                     |                     |                    |                    |                       |                       |                       |                      |                      |                      |                |                |
|  |        |                     |        |  |  |        |                     |                 |              |   |           |                 |                 |                 |           |                     |                     |                     |                    |                    |                       |                       |                       |                      |                      |                      |                |                |
|  |        |                     |        |  |  |        |                     |                 |              | 1 | JD Gaming | 3               |                 |                 |           |                     |                     |                     |                    |                    |                       |                       |                       |                      |                      |                      |                |                |
|  |        |                     |        |  |  |        |                     |                 |              | 1 | JD Gaming | 3               |                 |                 |           |                     |                     |                     |                    |                    |                       |                       |                       |                      |                      |                      |                |                |
|  |        |                     |        |  |  |        |                     | 4               | Weibo Gaming | 0 |           |                 | 5               | Bilibili Gaming | 2         |                     |                     |                     |                    |                    |                       |                       |                       |                      |                      |                      |                |                |
|  |        |                     |        |  |  |        |                     | 4               | Weibo Gaming | 0 |           |                 | 5               | Bilibili Gaming | 2         |                     |                     |                     |                    |                    |                       |                       |                       |                      |                      |                      |                |                |
|  |        |                     |        |  |  | 5      | Bilibili Gaming     | 3               |              |   | 5         | Bilibili Gaming | 3               |                 |           |                     |                     |                     |                    |                    | 1                     | JD Gaming             | 3                     |                      |                      |                      |                |                |
|  |        |                     |        |  |  | 5      | Bilibili Gaming     | 3               |              |   |           |                 | 3               |                 |           |                     |                     |                     |                    |                    | 1                     | JD Gaming             | 3                     |                      |                      |                      |                |                |
|  | 8      | ThunderTalk Gaming  | 1      |  |  | 9      | Royal Never Give Up | 1               |              |   |           |                 |                 |                 |           |                     |                     | 2                   | Edward Gaming      | 0                  |                       |                       |                       |                      |                      |                      |                |                |
|  | 8      | ThunderTalk Gaming  | 1      |  |  | 9      | Royal Never Give Up | 1               |              |   |           |                 |                 |                 |           |                     |                     | 2                   | Edward Gaming      | 0                  |                       |                       |                       |                      |                      |                      |                |                |
|  | 9      | Royal Never Give Up | 3      |  |  |        |                     |                 |              |   |           |                 |                 |                 |           | 2                   | Edward Gaming       | 3                   |                    |                    |                       |                       |                       |                      |                      |                      |                |                |
|  | 9      | Royal Never Give Up | 3      |  |  |        |                     |                 |              |   |           |                 |                 |                 |           |                     | Edward Gaming       | 3                   |                    |                    |                       |                       |                       |                      |                      |                      |                |                |
|  |        |                     |        |  |  |        |                     |                 |              |   | 3         | LNG Esports     | 1               |                 |           | 6                   | Oh My God           | 1                   |                    |                    |                       |                       |                       |                      |                      |                      |                |                |
|  |        |                     |        |  |  |        |                     |                 |              |   | 3         | LNG Esports     | 1               | 1               | JD Gaming | 6                   | Oh My God           | 1                   | 3                  |                    |                       |                       |                       |                      |                      |                      |                |                |
|  |        |                     |        |  |  | 6      | Oh My God           | 3               |              |   | 6         | Oh My God       | 3               | 1               | JD Gaming |                     |                     |                     |                    |                    |                       |                       |                       |                      |                      |                      |                |                |
|  |        |                     |        |  |  | 6      | Oh My God           | 3               |              |   | 6         | Oh My God       | 3               |                 | 5         | Bilibili Gaming     | 1                   |                     |                    |                    |                       |                       |                       |                      |                      |                      |                |                |
|  | 7      | Top Esports         | 3      |  |  | 7      | Top Esports         | 2               |              |   |           |                 |                 |                 | 5         | Bilibili Gaming     | 1                   |                     | Bán kết nhánh thua | Bán kết nhánh thua | Bán kết nhánh thua    |                       |                       | Chung kết nhánh thua | Chung kết nhánh thua | Chung kết nhánh thua |                |                |
|  | 7      | Top Esports         | 3      |  |  | 7      | Top Esports         | 2               |              |   |           |                 |                 |                 |           |                     |                     |                     |                    | Bán kết nhánh thua | Bán kết nhánh thua    |                       |                       | Chung kết nhánh thua | Chung kết nhánh thua | Chung kết nhánh thua |                |                |
|  | 10     | Team WE             | 1      |  |  |        |                     |                 |              |   |           |                 |                 |                 |           |                     |                     |                     |                    |                    |                       |                       |                       |                      |                      |                      |                |                |
|  | 10     | Team WE             | 1      |  |  |        |                     |                 |              |   |           |                 |                 |                 |           |                     |                     |                     |                    |                    |                       |                       |                       |                      |                      |                      |                |                |
|  |        |                     |        |  |  |        |                     |                 |              |   |           |                 |                 |                 | 2         | Edward Gaming       | 2                   |                     |                    |                    |                       |                       |                       |                      |                      |                      |                |                |
|  |        |                     |        |  |  |        |                     |                 |              |   |           |                 |                 |                 | 2         | Edward Gaming       | 2                   |                     |                    |                    |                       |                       |                       |                      |                      |                      |                |                |
|  |        |                     |        |  |  |        | 5                   | Bilibili Gaming | 3            |   |           | 5               | Bilibili Gaming | 3               |           |                     |                     |                     |                    |                    |                       |                       |                       |                      |                      |                      |                |                |
|  |        |                     |        |  |  |        | 5                   | Bilibili Gaming | 3            |   |           | 5               | Bilibili Gaming | 3               |           |                     |                     |                     |                    |                    |                       |                       |                       |                      |                      |                      |                |                |
|  |        |                     |        |  |  |        | 6                   | Oh My God       | 2            |   |           |                 |                 |                 |           |                     |                     |                     |                    |                    |                       |                       |                       |                      |                      |                      |                |                |
|  |        |                     |        |  |  |        | 6                   | Oh My God       | 2            |   |           |                 |                 |                 |           |                     |                     |                     |                    |                    |                       |                       |                       |                      |                      |                      |                |                |

Nguồn: LoL Esports

## Giải Mùa Hè

### Vòng bảng
| VT | Đội                 | ST | T  | B  | PCT | Giành quyền tham dự         |
| -- | ------------------- | -- | -- | -- | --- | --------------------------- |
| 1  | Bilibili Gaming     | 16 | 15 | 1  |     | Lọt vào Bán kết nhánh thắng |
| 2  | JD Gaming           | 16 | 14 | 2  |     | Lọt vào Bán kết nhánh thắng |
| 3  | LNG Esports         | 16 | 12 | 4  |     | Lọt vào Vòng 3              |
| 4  | Top Esports         | 16 | 12 | 4  |     | Lọt vào Vòng 3              |
| 5  | Oh My God           | 16 | 11 | 5  |     | Lọt vào Vòng 2              |
| 6  | Weibo Gaming        | 16 | 10 | 6  |     | Lọt vào Vòng 2              |
| 7  | Royal Never Give Up | 16 | 8  | 8  |     | Lọt vào Vòng 1              |
| 8  | EDward Gaming       | 16 | 8  | 8  |     | Lọt vào Vòng 1              |
| 9  | Team WE             | 16 | 7  | 9  |     | Lọt vào Vòng 1              |
| 10 | Ninjas in Pyjamas   | 16 | 7  | 9  |     | Lọt vào Vòng 1              |
| 11 | FunPlus Phoenix     | 16 | 6  | 10 |     |                             |
| 12 | Invictus Gaming     | 16 | 6  | 10 |     |                             |
| 13 | ThunderTalk Gaming  | 16 | 5  | 11 |     |                             |
| 14 | Ultra Prime Esports | 16 | 5  | 11 |     |                             |
| 15 | Rare Atom           | 16 | 4  | 12 |     |                             |
| 16 | Anyone's Legend     | 16 | 4  | 12 |     |                             |
| 17 | LGD Gaming          | 16 | 2  | 14 |     |                             |

### Vòng loại trực tiếp
|  |        |                     |        |  |  |        |                   |             |             |   |                 |               |             |             |           |                     |                     |                     |                    |                    |                       |                       |                       |                      |                      |                      |                |                |
|  | Vòng 1 | Vòng 1              | Vòng 1 |  |  | Vòng 2 | Vòng 2            | Vòng 2      |             |   | Vòng 3          | Vòng 3        | Vòng 3      |             |           | Bán kết nhánh thắng | Bán kết nhánh thắng | Bán kết nhánh thắng |                    |                    | Chung kết nhánh thắng | Chung kết nhánh thắng | Chung kết nhánh thắng |                      |                      | Chung kết tổng       | Chung kết tổng | Chung kết tổng |
|  | Vòng 1 | Vòng 1              | Vòng 1 |  |  | Vòng 2 | Vòng 2            | Vòng 2      |             |   | Vòng 3          | Vòng 3        | Vòng 3      |             |           | Bán kết nhánh thắng | Bán kết nhánh thắng | Bán kết nhánh thắng |                    |                    | Chung kết nhánh thắng | Chung kết nhánh thắng | Chung kết nhánh thắng |                      |                      | Chung kết tổng       | Chung kết tổng | Chung kết tổng |
|  |        |                     |        |  |  |        |                   |             |             |   |                 |               |             |             |           |                     |                     |                     |                    |                    |                       |                       |                       |                      |                      |                      |                |                |
|  |        |                     |        |  |  |        |                   |             |             |   |                 |               |             |             |           |                     |                     |                     |                    |                    |                       |                       |                       |                      |                      |                      |                |                |
|  |        |                     |        |  |  |        |                   |             |             | 1 | Bilibili Gaming | 3             |             |             |           |                     |                     |                     |                    |                    |                       |                       |                       |                      |                      |                      |                |                |
|  |        |                     |        |  |  |        |                   |             |             | 1 | Bilibili Gaming | 3             |             |             |           |                     |                     |                     |                    |                    |                       |                       |                       |                      |                      |                      |                |                |
|  |        |                     |        |  |  |        |                   | 4           | Top Esports | 3 |                 |               | 4           | Top Esports | 1         |                     |                     |                     |                    |                    |                       |                       |                       |                      |                      |                      |                |                |
|  |        |                     |        |  |  |        |                   | 4           | Top Esports | 3 |                 |               | 4           | Top Esports | 1         |                     |                     |                     |                    |                    |                       |                       |                       |                      |                      |                      |                |                |
|  |        |                     |        |  |  | 5      | Oh My God         | 2           |             |   | 8               | Edward Gaming | 2           |             |           |                     |                     |                     |                    |                    | 1                     | Bilibili Gaming       | 0                     |                      |                      |                      |                |                |
|  |        |                     |        |  |  | 5      | Oh My God         | 2           |             |   |                 |               | 2           |             |           |                     |                     |                     |                    |                    | 1                     | Bilibili Gaming       | 0                     |                      |                      |                      |                |                |
|  | 8      | Edward Gaming       | 3      |  |  | 8      | Edward Gaming     | 3           |             |   |                 |               |             |             |           |                     |                     | 2                   | JD Gaming          | 3                  |                       |                       |                       |                      |                      |                      |                |                |
|  | 8      | Edward Gaming       | 3      |  |  | 8      | Edward Gaming     | 3           |             |   |                 |               |             |             |           |                     |                     | 2                   | JD Gaming          | 3                  |                       |                       |                       |                      |                      |                      |                |                |
|  | 9      | Team WE             | 1      |  |  |        |                   |             |             |   |                 |               |             |             |           | 2                   | JD Gaming           | 3                   |                    |                    |                       |                       |                       |                      |                      |                      |                |                |
|  | 9      | Team WE             | 1      |  |  |        |                   |             |             |   |                 |               |             |             |           |                     | JD Gaming           | 3                   |                    |                    |                       |                       |                       |                      |                      |                      |                |                |
|  |        |                     |        |  |  |        |                   |             |             |   | 3               | LNG Esports   | 3           |             |           | 3                   | LNG Esports         | 2                   |                    |                    |                       |                       |                       |                      |                      |                      |                |                |
|  |        |                     |        |  |  |        |                   |             |             |   | 3               | LNG Esports   | 3           | 2           | JD Gaming | 3                   | LNG Esports         | 2                   | 3                  |                    |                       |                       |                       |                      |                      |                      |                |                |
|  |        |                     |        |  |  | 6      | Weibo Gaming      | 3           |             |   | 6               | Weibo Gaming  | 2           | 2           | JD Gaming |                     |                     |                     |                    |                    |                       |                       |                       |                      |                      |                      |                |                |
|  |        |                     |        |  |  | 6      | Weibo Gaming      | 3           |             |   | 6               | Weibo Gaming  | 2           |             | 3         | LNG Esports         | 2                   |                     |                    |                    |                       |                       |                       |                      |                      |                      |                |                |
|  | 7      | Royal Never Give Up | 1      |  |  | 10     | Ninjas in Pyjamas | 1           |             |   |                 |               |             |             | 3         | LNG Esports         | 2                   |                     | Bán kết nhánh thua | Bán kết nhánh thua | Bán kết nhánh thua    |                       |                       | Chung kết nhánh thua | Chung kết nhánh thua | Chung kết nhánh thua |                |                |
|  | 7      | Royal Never Give Up | 1      |  |  | 10     | Ninjas in Pyjamas | 1           |             |   |                 |               |             |             |           |                     |                     |                     |                    | Bán kết nhánh thua | Bán kết nhánh thua    |                       |                       | Chung kết nhánh thua | Chung kết nhánh thua | Chung kết nhánh thua |                |                |
|  | 10     | Ninjas in Pyjamas   | 3      |  |  |        |                   |             |             |   |                 |               |             |             |           |                     |                     |                     |                    |                    |                       |                       |                       |                      |                      |                      |                |                |
|  | 10     | Ninjas in Pyjamas   | 3      |  |  |        |                   |             |             |   |                 |               |             |             |           |                     |                     |                     |                    |                    |                       |                       |                       |                      |                      |                      |                |                |
|  |        |                     |        |  |  |        |                   |             |             |   |                 |               |             |             | 1         | Bilibili Gaming     | 1                   |                     |                    |                    |                       |                       |                       |                      |                      |                      |                |                |
|  |        |                     |        |  |  |        |                   |             |             |   |                 |               |             |             | 1         | Bilibili Gaming     | 1                   |                     |                    |                    |                       |                       |                       |                      |                      |                      |                |                |
|  |        |                     |        |  |  |        | 4                 | Top Esports | 1           |   |                 | 3             | LNG Esports | 3           |           |                     |                     |                     |                    |                    |                       |                       |                       |                      |                      |                      |                |                |
|  |        |                     |        |  |  |        | 4                 | Top Esports | 1           |   |                 | 3             | LNG Esports | 3           |           |                     |                     |                     |                    |                    |                       |                       |                       |                      |                      |                      |                |                |
|  |        |                     |        |  |  |        | 3                 | LNG Esports | 3           |   |                 |               |             |             |           |                     |                     |                     |                    |                    |                       |                       |                       |                      |                      |                      |                |                |
|  |        |                     |        |  |  |        | 3                 | LNG Esports | 3           |   |                 |               |             |             |           |                     |                     |                     |                    |                    |                       |                       |                       |                      |                      |                      |                |                |

Nguồn: LoL Esports

## Điểm tích lũy
| VT | Đội                 | MX | MH  | Tổng cộng | Giành quyền tham dự                             |
| -- | ------------------- | -- | --- | --------- | ----------------------------------------------- |
| 1  | JD Gaming           | 90 | AQ  | AQ        | Chung kết thế giới 2023                         |
| 2  | Bilibili Gaming     | 70 | 80  | 150       | Chung kết thế giới 2023                         |
| 3  | LNG Esports         | 20 | 110 | 130       | Lọt vào Chung kết nhánh thắng Vòng loại khu vực |
| 4  | EDward Gaming       | 50 | 40  | 90        | Lọt vào Chung kết nhánh thắng Vòng loại khu vực |
| 5  | Top Esports         | 10 | 60  | 70        | Lọt vào Bán kết nhánh thua Vòng loại khu vực    |
| 6  | Weibo Gaming        | 20 | 40  | 60        | Lọt vào Bán kết nhánh thua Vòng loại khu vực    |
| 7  | Oh My God           | 30 | 10  | 40        |                                                 |
| 8  | Ninjas in Pyjamas   | 0  | 10  | 10        |                                                 |
| 9  | Royal Never Give Up | 10 | 0   | 10        |                                                 |
| 10 | Team WE             | 0  | 0   | 0         |                                                 |
| 11 | FunPlus Phoenix     | 0  | 0   | 0         |                                                 |
| 12 | Invictus Gaming     | 0  | 0   | 0         |                                                 |
| 13 | ThunderTalk Gaming  | 0  | 0   | 0         |                                                 |
| 14 | Ultra Prime Esports | 0  | 0   | 0         |                                                 |
| 15 | Rare Atom           | 0  | 0   | 0         |                                                 |
| 16 | Anyone's Legend     | 0  | 0   | 0         |                                                 |
| 17 | LGD Gaming          | 0  | 0   | 0         |                                                 |

## Vòng loại khu vực
Vòng loại khu vực là giải đấu bao gồm bốn đội đứng đầu LPL dựa trên số điểm vô địch (trừ 2 đội đã đủ điều kiện trực tiếp tham gia Chung kết thế giới 2023). Hai đội đứng đầu đối đầu với nhau, đội chiến thắng giành được một suất tham dự Chung kết thế giới. Đồng thời, hai đội đứng sau thi đấu với nhau, đội thua sẽ bị loại. Hai đội còn lại sau đó tranh giành suất LPL cuối cùng tại Chung kết thế giới 2023.
|  |                    |                    |                    |               |              |                       |                       |                       |  |  |                                          |                                          |                                          |
|  |                    |                    |                    |               |              | Chung kết nhánh thắng | Chung kết nhánh thắng | Chung kết nhánh thắng |  |  | Đủ điều kiện tham gia Chung kết thế giới | Đủ điều kiện tham gia Chung kết thế giới | Đủ điều kiện tham gia Chung kết thế giới |
|  |                    |                    |                    |               |              | Chung kết nhánh thắng | Chung kết nhánh thắng | Chung kết nhánh thắng |  |  | Đủ điều kiện tham gia Chung kết thế giới | Đủ điều kiện tham gia Chung kết thế giới | Đủ điều kiện tham gia Chung kết thế giới |
|  |                    |                    |                    |               |              |                       |                       |                       |  |  |                                          |                                          |                                          |
|  |                    |                    |                    |               |              |                       |                       |                       |  |  |                                          |                                          |                                          |
|  |                    |                    | 3                  | LNG Esports   | 3            |                       |                       |                       |  |  |                                          |                                          |                                          |
|  |                    |                    | 3                  | LNG Esports   | 3            | LNG Esports           |                       |                       |  |  |                                          |                                          |                                          |
|  |                    |                    | 4                  | Edward Gaming | 1            |                       |                       |                       |  |  |                                          |                                          |                                          |
|  |                    |                    | 4                  | Edward Gaming | 1            |                       |                       |                       |  |  |                                          |                                          |                                          |
|  |                    |                    |                    |               |              |                       |                       |                       |  |  |                                          |                                          |                                          |
|  |                    |                    |                    |               |              |                       |                       |                       |  |  |                                          |                                          |                                          |
|  | Bán kết nhánh thua | Bán kết nhánh thua | Bán kết nhánh thua |               |              | Chung kết nhánh thua  | Chung kết nhánh thua  | Chung kết nhánh thua  |  |  | Đủ điều kiện tham gia Chung kết thế giới | Đủ điều kiện tham gia Chung kết thế giới | Đủ điều kiện tham gia Chung kết thế giới |
|  | Bán kết nhánh thua | Bán kết nhánh thua | Bán kết nhánh thua |               |              | Chung kết nhánh thua  | Chung kết nhánh thua  | Chung kết nhánh thua  |  |  | Đủ điều kiện tham gia Chung kết thế giới | Đủ điều kiện tham gia Chung kết thế giới | Đủ điều kiện tham gia Chung kết thế giới |
|  |                    |                    |                    |               |              |                       |                       |                       |  |  |                                          |                                          |                                          |
|  |                    |                    |                    |               |              |                       |                       |                       |  |  |                                          |                                          |                                          |
|  |                    |                    |                    |               |              | 4                     | Edward Gaming         | 1                     |  |  |                                          |                                          |                                          |
|  |                    |                    |                    |               | Weibo Gaming | 4                     | Edward Gaming         | 1                     |  |  |                                          |                                          |                                          |
|  | 5                  | Top Esports        | 2                  |               |              | 6                     | Weibo Gaming          | 3                     |  |  |                                          |                                          |                                          |
|  | 5                  | Top Esports        | 2                  |               |              | 6                     | Weibo Gaming          | 3                     |  |  |                                          |                                          |                                          |
|  | 6                  | Weibo Gaming       | 3                  |               |              |                       |                       |                       |  |  |                                          |                                          |                                          |
|  | 6                  | Weibo Gaming       | 3                  |               |              |                       |                       |                       |  |  |                                          |                                          |                                          |

Nguồn: LoL Esports

## Giải thưởng
Giải Mùa Xuân
- MVP: Scout, LNG Esports[4]
- Tân binh nổi bật: Leave, EDward Gaming[4]

- Đội hình tiêu biểu 1:[4]

| Đội hình tiêu biểu 1 | Đội hình tiêu biểu 1 | Đội hình tiêu biểu 1 | Đội hình tiêu biểu 1 | Đội hình tiêu biểu 1 | Đội hình tiêu biểu 1 |
| Vị trí               | Đường trên           | Đi rừng              | Đường giữa           | Đường dưới           | Hỗ trợ               |
| -------------------- | -------------------- | -------------------- | -------------------- | -------------------- | -------------------- |
| Tuyển thủ            | 369                  | JieJie               | Scout                | Ruler                | Meiko                |
| Đội                  | JDG                  | EDG                  | LNG                  | JDG                  | EDG                  |

- Đội hình tiêu biểu 2:[4]

| Đội hình tiêu biểu 2 | Đội hình tiêu biểu 2 | Đội hình tiêu biểu 2 | Đội hình tiêu biểu 2 | Đội hình tiêu biểu 2 | Đội hình tiêu biểu 2 |
| Vị trí               | Đường trên           | Đi rừng              | Đường giữa           | Đường dưới           | Hỗ trợ               |
| -------------------- | -------------------- | -------------------- | -------------------- | -------------------- | -------------------- |
| Tuyển thủ            | Ale                  | Kanavi               | knight               | Elk                  | MISSING              |
| Đội                  | EDG                  | JDG                  | JDG                  | BLG                  | JDG                  |

- Đội hình tiêu biểu 3:[4]

| Đội hình tiêu biểu 3 | Đội hình tiêu biểu 3 | Đội hình tiêu biểu 3 | Đội hình tiêu biểu 3 | Đội hình tiêu biểu 3 | Đội hình tiêu biểu 3 |
| Vị trí               | Đường trên           | Đi rừng              | Đường giữa           | Đường dưới           | Hỗ trợ               |
| -------------------- | -------------------- | -------------------- | -------------------- | -------------------- | -------------------- |
| Tuyển thủ            | Shanji               | Tarzan               | FoFo                 | Leave                | Hang                 |
| Đội                  | OMG                  | LNG                  | EDG                  | EDG                  | LNG                  |

Giải Mùa Hè
- MVP: Scout, LNG Esports[5]
- Tân binh nổi bật: Tangyuan, Royal Never Give Up[5]

- Đội hình tiêu biểu 1:[5]

| Đội hình tiêu biểu 1 | Đội hình tiêu biểu 1 | Đội hình tiêu biểu 1 | Đội hình tiêu biểu 1 | Đội hình tiêu biểu 1 | Đội hình tiêu biểu 1 |
| Vị trí               | Đường trên           | Đi rừng              | Đường giữa           | Đường dưới           | Hỗ trợ               |
| -------------------- | -------------------- | -------------------- | -------------------- | -------------------- | -------------------- |
| Tuyển thủ            | Bin                  | Kanavi               | knight               | Ruler                | ON                   |
| Đội                  | BLG                  | JDG                  | JDG                  | JDG                  | BLG                  |

- Đội hình tiêu biểu 2:[5]

| Đội hình tiêu biểu 2 | Đội hình tiêu biểu 2 | Đội hình tiêu biểu 2 | Đội hình tiêu biểu 2 | Đội hình tiêu biểu 2 | Đội hình tiêu biểu 2 |
| Vị trí               | Đường trên           | Đi rừng              | Đường giữa           | Đường dưới           | Hỗ trợ               |
| -------------------- | -------------------- | -------------------- | -------------------- | -------------------- | -------------------- |
| Tuyển thủ            | 369                  | Xun                  | Scout                | Elk                  | MISSING              |
| Đội                  | JDG                  | BLG                  | LNG                  | BLG                  | JDG                  |

- Đội hình tiêu biểu 3:[5]

| Đội hình tiêu biểu 3 | Đội hình tiêu biểu 3 | Đội hình tiêu biểu 3 | Đội hình tiêu biểu 3 | Đội hình tiêu biểu 3 | Đội hình tiêu biểu 3 |
| Vị trí               | Đường trên           | Đi rừng              | Đường giữa           | Đường dưới           | Hỗ trợ               |
| -------------------- | -------------------- | -------------------- | -------------------- | -------------------- | -------------------- |
| Tuyển thủ            | Shanji               | Tian                 | Yagao                | JackeyLove           | Crisp                |
| Đội                  | OMG                  | TES                  | BLG                  | TES                  | WBG                  |

Mùa giải
- MVP của năm: Knight, JD Gaming[6]
- Tân binh của năm: Heng, Team WE[6]
- Ban huấn luyện xuất sắc: JD Gaming[6]
- Ngoại binh xuất sắc: Ruler, JD Gaming[6]
- Quản lí của năm: Houlin, JD Gaming[6]